# Lars Arrhenius (jurist)
För andra betydelser, se Lars Arrhenius.
Lars Michael Arrhenius, född 12 januari 1964, är en svensk jurist som arbetar med rättighetsfrågor. 
Han växte upp i Rwanda och Eksjö. Uppväxten i Rwanda och det folkmord som ägde rum där väckte hans intresse för frågor om mänskliga rättigheter.
År 2006 inrättades Barn- och elevombudet (BEO) och Lars Arrhenius blev den första att inneha den rollen och bygga upp denna verksamhet inom Skolinspektionen.
Han blev sommaren 2010 ordförande i ECPAT Sverige då han efterträdde Pierre Schori på den posten. Arrhenius har tidigare även suttit i Unicefs styrelse i Sverige.
Lars Arrhenius blev 2012 generalsekreterare för antimobbningsorganisationen Friends och lämnade då uppdraget som Barn- och elevombud.
2020 utsågs han till Diskrimineringsombudsman. 
Han har tidigare 16 års erfarenhet från advokatbyrå.